# Eddie Stuart
Eddie Stuart (Cabo Oriental, Sudáfrica, 12 de mayo de 1931 - Wrexham, Reino Unido, 4 de noviembre de 2014) fue un futbolista sudafricano que jugaba en la demarcación de defensa.

## Biografía
Debutó en 1951 con el Wolverhampton Wanderers FC de la mano del entrenador Stan Cullis, tras formarse en el Rangers Johannesburg de su país natal. Jugó un total de once temporadas en el club, llegando a disputar 287 partidos de liga, y marcar cinco goles. Además se hizo con varios títulos, como la Football League First Division en tres ocasiones, la FA Cup y la Community Shield. En 1962 dejó el club para fichar por el Stoke City FC para los dos años siguientes por un total de 8.000 libras. Durante su corta etapa en el club, ganó la Football League Second Division, ascendiendo así de categoría, y disputando su última temporada con el club en la máxima liga del país. Después de un breve paso por el Tranmere Rovers FC, quien lo fichó por 4.000 libras, el Stockport County FC se hizo con sus servicios, que disputaba la Football League Fourth Division. Finalmente jugó para el Worcester City FC, ejerciendo el cargo de jugador-entrenador, retirándose en 1972.
Falleció el 4 de noviembre de 2014 en Wrexham a los 83 años de edad tras una larga enfermedad.

## Clubes
| Club                       | País       | Año         | Partidos | Goles |
| -------------------------- | ---------- | ----------- | -------- | ----- |
| Wolverhampton Wanderers FC | Inglaterra | 1951 - 1962 | 322      | 5     |
| Stoke City FC              | Inglaterra | 1962 - 1964 | 71       | 2     |
| Tranmere Rovers FC         | Inglaterra | 1964 - 1966 | 89       | 2     |
| Stockport County FC        | Inglaterra | 1966 - 1968 | 81       | 1     |
| Worcester City FC          | Inglaterra | 1968 - 1972 | ¿?       | 0     |

## Palmarés

### Campeonatos nacionales
| Título                          | Club                       | País       | Año  |
| ------------------------------- | -------------------------- | ---------- | ---- |
| Football League First Division  | Wolverhampton Wanderers FC | Inglaterra | 1954 |
| Football League First Division  | Wolverhampton Wanderers FC | Inglaterra | 1958 |
| Football League First Division  | Wolverhampton Wanderers FC | Inglaterra | 1959 |
| FA Cup                          | Wolverhampton Wanderers FC | Inglaterra | 1960 |
| Community Shield                | Wolverhampton Wanderers FC | Inglaterra | 1954 |
| Community Shield                | Wolverhampton Wanderers FC | Inglaterra | 1959 |
| Community Shield                | Wolverhampton Wanderers FC | Inglaterra | 1960 |
| Football League Second Division | Stoke City FC              | Inglaterra | 1963 |
| Football League Fourth Division | Stockport County FC        | Inglaterra | 1967 |